# Antim Peak
Antim Peak är en bergstopp i Antarktis. Den ligger i Sydshetlandsöarna. Argentina, Chile och Storbritannien gör anspråk på området. Toppen på Antim Peak är 2 100 meter över havet. Antim Peak ingår i Imeon Range.
Terrängen runt Antim Peak är huvudsakligen bergig, men åt nordväst är den kuperad. Havet är nära Antim Peak västerut. Trakten är obefolkad. Det finns inga samhällen i närheten. 